# Gretchen Morgan
Gretchen, beter bekend als Susan B. Anthony, is een personage uit de Amerikaanse televisieserie Prison Break. Ze wordt gespeeld door Jodi Lyn O'Keefe.
Susan B. Anthony komt voor het eerst voor in aflevering 1 van seizoen 3 (Orientacíon). Ze werkt waarschijnlijk voor het misdaadsyndicaat The Company. Wanneer Lincoln Burrows naar het Garfield Price Building gaat, om daar zijn zoon en Sara te ontmoeten, komt hij haar voor het eerst tegen. Gaandeweg het verhaal komt Susan B. meer en meer in beeld en ze begint ook steeds meer en meer persoonlijkheid bloot te geven. Zo komen we te weten dat ze zich als een soldaat in een oorlog voelt en dat ze ook niet vies is om een moord te plegen om haar doel te bereiken. Degene die haar in haar macht hebben zijn machtige lieden want Susan doet werkelijk alles voor hen tot moord en amputaties aan toe.
In de aflevering "Vamonos" wordt het duidelijk dat haar echte naam "Gretchen" is.
In aflevering negen en vervolgens in aflevering tien van het derde seizoen van Prison Break wordt ze gearresteerd door de Sona-gevangenisdirecteur en ondervraagd. Ze wordt gearresteerd tijdens de samenkomst van haar en Lincoln.
In seizoen 4, aflevering 11, wordt duidelijk dat Generaal Jonathan Krantz de vader is van het kind dat hij en Gretchen hebben en geadopteerd is door de zus van Gretchen.